# Carlos Lobos
Pour les articles homonymes, voir Lobos (homonymie).
Carlos Lobos est un footballeur chilien né le 21 février 1997 à Santiago. Il évolue au poste de milieu au CD Huachipato.

## Biographie

### En club
Il participe à la Copa Libertadores et à la Copa Sudamericana avec le club de l'Universidad Catolica.

### En équipe nationale
Avec les moins de 20 ans, il participe au championnat de la CONMEBOL des moins de 20 ans en 2017. Lors de cette compétition, il joue deux matchs : contre le Brésil et l'Équateur.

## Palmarès
- Champion du Chili en 2016 (C) et 2016 (A) avec l'Universidad Catolica
- Vainqueur de la Supercoupe du Chili en 2016 avec l'Universidad Catolica